# آنا باولا ريبيرو
آنا باولا ريبيرو (بالبرتغالية: Ana Paula Ribeiro) هي لاعبة جمباز إيقاعي برازيلية، ولدت في 3 فبراير 1989.